# Ешвил (Северна Каролина)
Ешвил (енгл. Asheville) град је у америчкој савезној држави Северна Каролина.

## Демографија
По попису из 2010. године број становника је 83.393, што је 14.504 (21,1%) становника више него 2000. године.
| Група             | 2000.          | 2010.          |
| Белци             | 52.340 (76,0%) | 63.508 (76,2%) |
| Афроамериканци    | 12.129 (17,6%) | 11.134 (13,4%) |
| Азијати           | 635 (0,9%)     | 1.142 (1,4%)   |
| Хиспаноамериканци | 2.589 (3,8%)   | 5.455 (6,5%)   |
| Укупно            | 68.889         | 83.393         |